# Credo de Jerusalém
O Credo de Jerusalém é uma fórmula batismal utilizada pelos primeiros cristãos para confessar a sua fé. Alguns autores, como Philip Schaff, acreditam que ele foi uma das fontes utilizadas pelos Padres da Igreja reunidos no Primeiro Concílio de Constantinopla para compor o Credo niceno-constantinopolitano em 381 d.C. e o datatam em 350 d.C.
Em sua forma original, dada por Cirilo de Jerusalém, ele diz:
| “ | Eu creio no Pai, no Filho e no Espírito Santo e no único batismo de arrependimento | ” |
|   | — Aula Catequética 19, Cirilo de Jerusalém.                                        |   |